# Kinga Bóta
Kinga Bóta (* 22. August 1977 in Budapest) ist eine ehemalige ungarische Kanutin.

## Karriere
Kinga Bóta war bei Welt- und Europameisterschaften sehr erfolgreich, sie wurde elffache Weltmeisterin und achtfache Europameisterin. 1999 sicherte sie sich in Mailand bei den Weltmeisterschaften ihre erste Medaille mit Bronze im Zweier-Kajak über 1000 Meter. Zwei Jahre darauf gelang ihr in Posen sowohl im Zweier-Kajak über 500 Meter als auch im Vierer-Kajak über 500 Meter sowie über 1000 Meter der Titelgewinn. Noch besser verliefen die Weltmeisterschaften 2002 in Sevilla, bei denen Bóta im Zweier-Kajak über 500 Meter und über 1000 Meter sowie im Vierer-Kajak über 200 Meter und über 500 Meter Weltmeisterin wurde. Bei den Weltmeisterschaften 2003 in Gainesville gelangen Viski im Zweier-Kajak über 500 Meter sowie im Vierer-Kajak über 200 und über 500 Meter drei weitere Titelgewinne. 2005 folgte in Zagreb im Vierer-Kajak über 1000 Meter ihr letzter WM-Titelgewinn. Außerdem gewann sie auf der 500-Meter-Distanz im Vierer-Kajak Bronze.
Auch bei den Europameisterschaften sammelte Bóta zahlreiche Titel. 1997 belegte sie in Plowdiw im Einer-Kajak über 1000 Meter den dritten Platz. 1999 errang sie in Zagreb im Vierer-Kajak über 500 Meter ihre erste Goldmedaille, während sie über 200 Meter im Vierer-Kajak Zweite wurde. Ein Jahr darauf gewann sie in Posen ihren zweiten EM-Titel, als sie mit dem Vierer-Kajak auf der 200-Meter-Strecke siegreich blieb. Über 500 Meter wurde sie mit dem Zweier-Kajak Zweite, ebenso mit dem Einer-Kajak auf der 1000-Meter-Distanz. Drei Titelgewinne folgten 2001 in Mailand: sie wurde im Vierer-Kajak über 200 Meter und über 500 Meter ebenso Erste wie auch im Zweier-Kajak über 500 Meter. 2002 verteidigte sie in Szeged ihren Titel im Vierer-Kajak über 500 Meter und eroberte auch im Zweier-Kajak auf der 1000-Meter-Strecke die Goldmedaille. Darüber hinaus schloss sie die Wettbewerbe im Zweier-Kajak über 500 Meter und im Vierer-Kajak auf der 200-Meter-Strecke auf dem zweiten Platz ab. Bei den Europameisterschaften 2004 in Posen wurde Viski im Vierer-Kajak über 200 und über 500 Meter jeweils Zweite. Im Zweier-Kajak gewann sie über 1000 Meter ihren achten und letzten EM-Titel. Ihre letzte Europameisterschaft bestritt sie ein Jahr darauf, ebenfalls in Posen. Im Vierer-Kajak sicherte sie sich auf der 500-Meter-Strecke Silber.
Bei den Olympischen Spielen 2004 in Athen gehörte Kinga Bóta zur Besatzung des Vierer-Kajaks, der sich außerdem aus Katalin Kovács, Szilvia Szabó und Erzsébet Viski zusammensetzte. Im Vorlauf platzierten sich die Ungarinnen ebenso hinter dem deutschen Vierer-Kajak auf dem zweiten Rang wie schließlich auch im Finale. Dieses schlossen sie in 1:34,536 Minuten mit einem Rückstand von 0,2 Sekunden auf die siegreichen Deutschen ab. Dritter wurde die ukrainische Mannschaft, die 1,5 Sekunden Rückstand auf Ungarn hatte. Nach ihrem Olympiaerfolg wurde ihr 2004 das Ritterkreuz des Ungarischen Verdienstordens verliehen.